# Bulbophyllum ptiloglossum
Bulbophyllum ptiloglossum là một loài phong lan thuộc chi Bulbophyllum.